# فرودگاه هریس ویلیامز
فرودگاه هریس ویلیامز (به انگلیسی: Horace Williams Airport) یک فرودگاه همگانی بهره‌برداری هوایی است که یک باند فرود آسفالت دارد و طول باند آن ۱۲۲۱ متر است. این فرودگاه در کشور ایالات متحده آمریکا قرار دارد و در ارتفاع ۱۵۶ متری از سطح دریا واقع شده‌است.